# Disque de débris

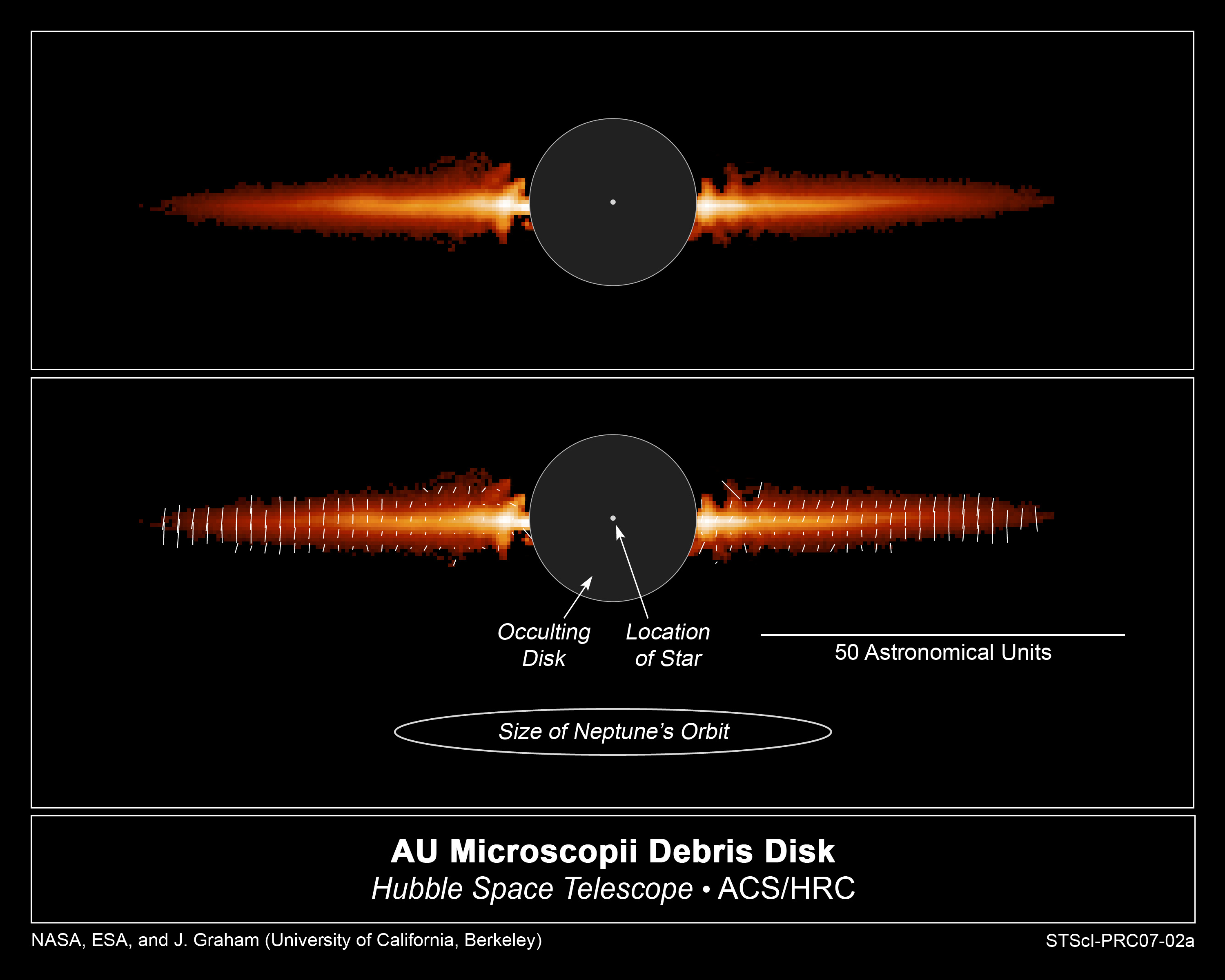
Disque de débris vu par la tranche autour de AU Microscopii. (Image du Télescope spatial Hubble)

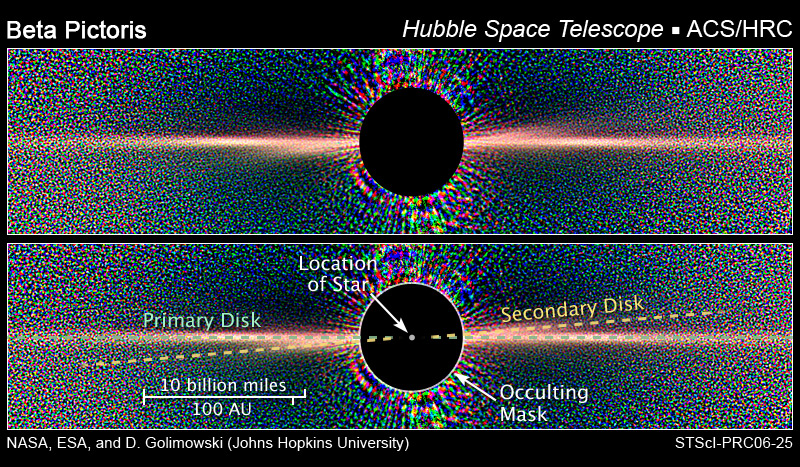
Disque de débris gauchi, vu par la tranche, autour de β Pictoris. (Image du Télescope spatial Hubble)

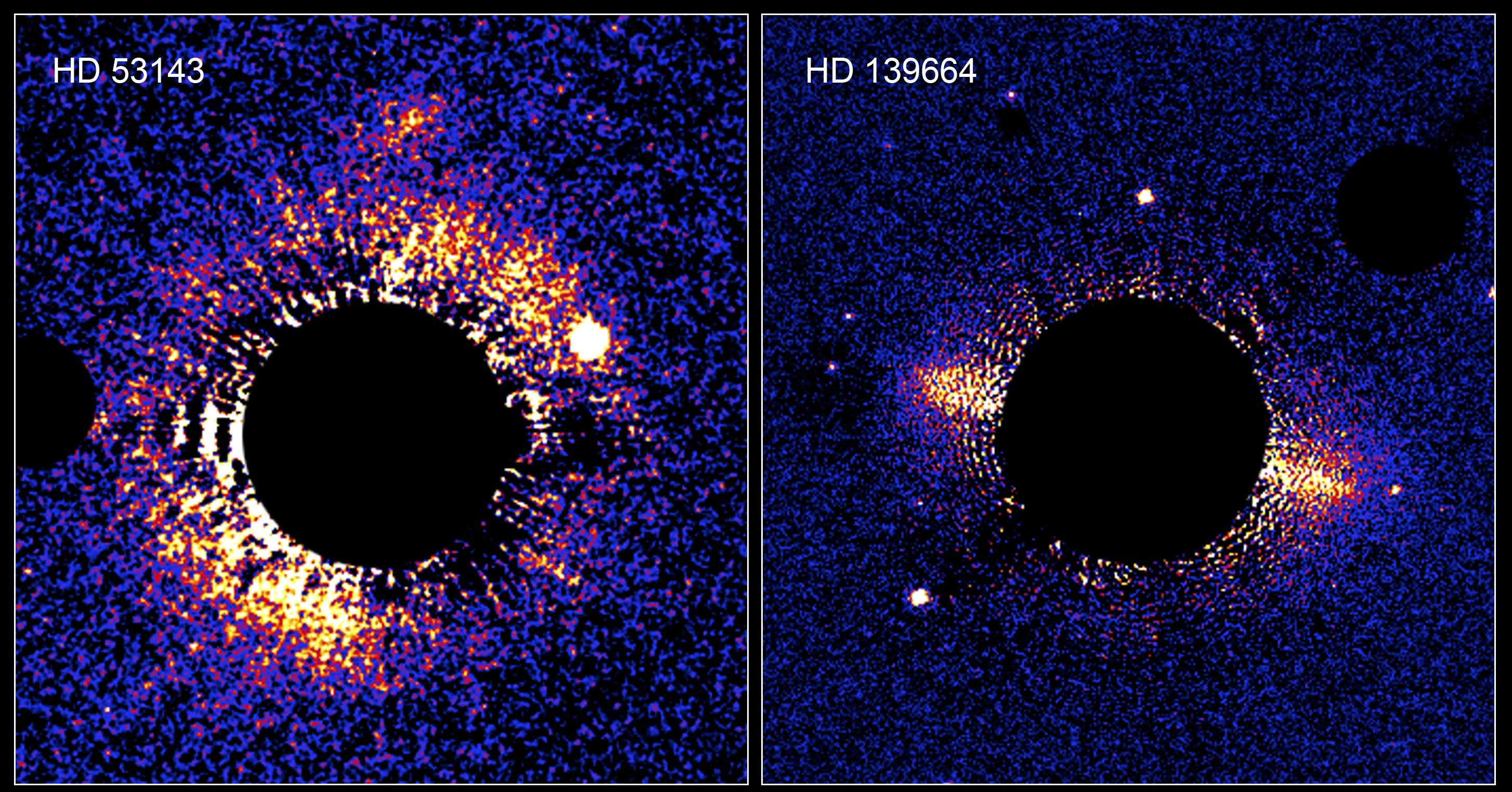
Photographie par le télescope spatial Hubble de disques de débris autour des étoiles HD 53143 (à gauche) et HD 139664 (à droite).

Un disque de débris est un disque circumstellaire formé de poussières, de planétésimaux et d'astéroïdes ou comètes de toutes tailles et ne contenant que peu ou pas de gaz. Autour du Soleil, la ceinture de Kuiper constitue un tel disque. Les disques de débris sont les restes de la formation planétaire qui n'ont pas formées de planètes. Le terme débris vient du fait que l'on observe l'émission des poussières (ou débris) autour d'étoiles lointaines plutôt que l'émission des gros corps qui restent eux cachés à nos télescopes. Les premiers disques de débris découverts le furent autour de Véga, Fomalhaut et β Pictoris.
Un disque de débris est typiquement constitué de grains de 1 à 100 μm qui se déplacent en tournoyant vers l'étoile en raison de l'effet Poynting-Robertson. La chute en spirale a lieu sur un ordre de grandeur de 10 millions d'années, de sorte qu'un mécanisme de remplissage du disque est nécessaire pour expliquer leur longévité : la collision entre petits corps gravitationnellement perturbés par un système planétaire interne est l'hypothèse retenue.

## Les ceintures de débris du Système solaire
Le Système solaire possède au moins six ceintures de ce type : 
- le nuage zodiacal, responsable de la lumière zodiacale, qui s’étend jusqu’à environ 3 ua et a une masse d’approximativement 10−9 M⊕[2]. Au sein de ce disque on trouve trois anneaux légèrement plus denses que la moyenne du disque :
  - l'anneau de Mercure au niveau de l'orbite de Mercure,
  - l'anneau de Vénus au niveau de l'orbite de Vénus,
  - l'anneau de la Terre au niveau de l'orbite de la Terre ;
- la ceinture (principale) d’astéroïdes, située entre l’orbite de Mars et celle de Jupiter à environ 3 ua et constituée de la majorité des astéroïdes connus. Elle contient une planète naine : Cérès. Sa masse totale est évaluée à 6 × 10−4 M⊕[3] ;
- la ceinture de Kuiper (ou d'Edgeworth-Kuiper), au-delà de l’orbite de Neptune, entre 30 et 55 ua. Elle est principalement composée de petits corps et trois planètes naines y ont été détectées : Pluton, Makémaké et Hauméa. Sa masse est estimée à 10−1 Masse terrestre (M⊕) ;
- le nuage de Hills ;
- le nuage d'Oort (ou d'Öpik-Oort) ;
- le disque des objets épars.

La plupart des disques extra-solaires détectés jusqu’à présent ressemblent à la ceinture de Kuiper, mais avec plusieurs ordres de grandeur de poussières en plus. Les instruments actuels ne nous permettent pas de détecter des disques de débris aussi ténus que ceux du Système solaire.

## Historique des découvertes hors du système solaire

### Véga, première étoile extra-solaire possédant des corps solides
Le premier disque de débris extra-solaire a été découvert autour de Véga en 1984 par Aumann et al., d’où le nom d’étoiles de type Véga (Vega-like Stars en anglais) pour les étoiles possédant un disque de débris. C’est lors d’observations routinières afin de calibrer le télescope, que l’équipe d’IRAS découvrit que Véga avait une émission dans les longueurs d’onde infrarouges bien supérieures à l’émission due à la photosphère uniquement. IRAS est un télescope spatial de 0,57 m lancé en 1983, ayant pour mission de réaliser un relevé complet du ciel dans les bandes infrarouges centrées sur 12, 25, 60 et 100 μm. Véga (aussi nommée α Lyrae) est une étoile A0V (voir type spectral) d’environ 10 000 K, c’est une étoile de calibrage photométrique de l’hémisphère nord. Elle a été observée comme telle par IRAS, dans un mode de calibrage qui était plus précis que dans le cas d’observations faites lors du relevé du ciel.
En extrapolant l’émission d’un corps noir à 10 000 K, Aumann et al. (1984) ont conclu que l’excès observé par rapport à l’émission de la photosphère seule est de 16 à 100 μm. Aucun excès n’avait été détecté jusqu’à des longueurs d’onde de 20 μm jusqu’alors. Puisque la perte de masse de l’étoile est inférieure à 10−12M⊙an−1, ils ont déduit que la source de cet excédent était des poussières en équilibre thermique avec l’étoile. En modélisant cet excès, ils ont conclu que les grains de poussière étaient à 85 UA de l’étoile, qu’ils avaient un rayon de l’ordre du millimètre et qu’ils possédaient une température de 85 K. Ils ont d’abord inféré que cet excès provenait d’un disque protoplanétaire mais une étude plus approfondie des étoiles Véga, Fomalhaut et β Pictoris a résulté en l’excitante découverte que ces objets étaient les premières étoiles de la séquence principale, mis à part notre soleil, qui possèdent des matériaux solides, sans avoir une perte de masse significative.
Environ dix ans avant la première détection de planètes extra-solaires, il y avait des preuves indirectes de la présence de corps rocheux autour d’étoiles autre que le Soleil.

### Autres découvertes remarquables
En 2016, Jay Farihi met en évidence l'existence d'un disque de débris autour de l'étoile de van Maanen en réexaminant une plaque photographique en verre du spectre de la naine blanche réalisée en 1917 par Walter S. Adams,.

## La formation des disques de débris
Une partie de la lumière de l’étoile est absorbée par les particules de poussière et ré-émise sous forme de radiation infrarouge. Cette émission provoque une chute en spirale des particules vers le Soleil et leur destruction, connue sous le nom d’effet Poynting-Robertson. Lorsque le disque de débris est dense, ce qui est le cas pour la plupart des disques détectés jusqu’à ce jour, les grains de poussières ont une grande probabilité d’entrer en collision les uns avec les autres. Si la trajectoire d’un grain de poussière est trop perturbée, il sera éjecté du disque par la pression de radiation. Ainsi, les disques de débris ont une durée de vie courte, jusqu’à dix millions d’années. Cependant, ils sont présents autour d’étoiles de tout âge, ce qui implique la présence d’un mécanisme continuel de remplissage du disque. Celui-ci est la collision de planétésimaux et la sublimation de comètes,. Ces processus dynamiques créant ces disques contiennent des informations sur la présence de corps rocheux. La distribution spatiale du disque, sa forme et les caractéristiques des poussières le constituant sont autant d’informations sur les planétésimaux, sur l’évolution du système et sur la possible présence de planètes.
Observer des disques de débris est un outil précieux pour étudier les corps solides autour d’étoiles et pour comprendre la dynamique des systèmes planétaires (voir les revues de Wyatt (2008) et de Krivov (2010) ). Par exemple, s’il y avait une production continue de poussières formant un disque tel qu’observé autour de Véga durant l’intégralité de sa vie, une masse initiale de planétésimaux de plusieurs centaines de fois la masse de Jupiter serait nécessaire. Il est plus probable que la poussière observée autour de Véga provienne d’une collision récente de comètes ou d’astéroïdes de masses moyennes. Le disque de Véga serait donc relativement jeune par rapport à l’étoile et devrait disparaître en l’absence de nouvelles collisions.

## Planètes et disques de débris
Il est possible d’utiliser les disques de débris résolus pour inférer la présence de planètes qui perturbent le disque. Des observations de Véga au télescope CHARA, réseau de six télescopes de 1 m de diamètre, à l'Observatoire du Mont Wilson (États-Unis), ont permis de détecter un anneau intérieur de poussières, à 8 UA. Ces poussières seraient la preuve de perturbations dynamiques existant au sein du système. Ce qui pourrait être dû à un intense bombardement cométaire ou météoritique, comparable au grand bombardement tardif et pourrait donc être la preuve de la présence d’un système planétaire.

## Inventaire
En novembre 2008 on dénombrait plus de 900 disques de débris.
Pour une liste, voir « Liste de disques de débris ».

## Documentation
1. ↑  
(en) Gillett, F. C., « IRAS observations of cool excess around main sequence stars », Astrophysics and Space Science Library, vol. 124,‎ 1986, p. 61-69 (lire en ligne, consulté le 19 octobre 2010)
2. ↑  
(en) Ipatov, S. I.; Mather J. C., « Migration of small bodies and dust to near-Earth space », Advances in Space Research, vol. 37,‎ 2006, p. 126-137 (DOI 10.1016/j.asr.2005.05.076, lire en ligne, consulté le 19 octobre 2010)
3. ↑  (en) Krasinsky, G. A.; Pitjeva, E.V.; Vasilyev, M. V., « Hidden Mass in the Asteroid Belt », Icarus, vol. 158,‎ 2002, p. 98-105 (DOI 10.1006/icar.2002.6837, lire en ligne, consulté le 19 octobre 2010)
4. ↑  (en) Aumann, H. H. et al., « Discovery of a shell around Alpha Lyrae », Astrophysical Journal, vol. 278,‎ 1984, L23-L27 (DOI 10.1086/184214, lire en ligne, consulté le 19 octobre 2010)
5. ↑  (en) Inseok Song et al., « M-Type Vega-like Stars », The Astronomical Journal, vol. 124, no 1,‎ juillet 2002, p. 514-518 (DOI 10.1086/341164, Bibcode 2002AJ....124..514S, arXiv astro-ph/0204255)
6. ↑  (en) Jay Farihi, « Circumstellar debris and pollution at white dwarf stars », New Astronomy Reviews, vol. 71,‎ avril 2016, p. 9-34 (DOI 10.1016/j.newar.2016.03.001, Bibcode 2016NewAR..71....9F, arXiv 1604.03092, résumé, lire en ligne [PDF], consulté le 10 juillet 2016) L'article a été reçu le 4 septembre 2015, accepté le 7 mars 2016 et mis en ligne le 12 mars 2016..
7. ↑  Joël Ignace, « La première preuve de l'existence d'exoplanètes date de... 1917 » [html], sur Sciences et Avenir, 14 avril 2016 (consulté le 10 juillet 2016).
8. ↑  (en) D., E. Backman, Protostars and Planets III : Main-sequence stars with circumstellar solid material - The VEGA phenomenon, E. H. Levy & J. I. Lunine, 1993 (présentation en ligne), p. 1253-1304
9. ↑  (en) D. R. Williams et G. W. Wetherill, « Size distribution of collisionally evolved asteroidal populations - Analytical solution for self-similar collision cascades », Icarus, vol. 107,‎ 1994, p. 117 (DOI 10.1006/icar.1994.1010, résumé, lire en ligne)
10. ↑  (en) M. C. Wyatt et W. R. F. Dent, « Collisional processes in extrasolar planetesimal discs - dust clumps in Fomalhaut's debris disc », Monthly Notices of the Royal Astronomical Society, vol. 334, no 3,‎ août 2002, p. 589-607 (DOI 10.1046/j.1365-8711.2002.05533.x, Bibcode 2002MNRAS.334..589W, arXiv astro-ph/0204034)
11. ↑  (en) M. C. Wyatt, « Evolution of Debris Disks », Annual Review of Astronomy and Astrophysics, vol. 46,‎ septembre 2008, p. 339-383 (DOI 10.1146/annurev.astro.45.051806.110525, Bibcode 2008ARA&A..46..339W)
12. ↑  (en) Alexander V. Williams, « Debris disks: seeing dust, thinking of planetesimals and planets », Research in Astronomy and Astrophysics, vol. 10, no 5,‎ 2010, p. 383-414 (DOI 10.1088/1674-4527/10/5/001, résumé, lire en ligne)
13. ↑  (en) O. Absil et al., « Circumstellar material in the Vega inner system revealed by CHARA/FLUOR », Astronomy & Astrophysics, vol. 452, no 1,‎ juin 2006, p. 237-244 (DOI 10.1051/0004-6361:20054522, Bibcode 2006A&A...452..237A, arXiv astro-ph/0604260)
14. ↑  http://www.roe.ac.uk/ukatc/research/ddd/ddd_inputtablero.php